# Adidas Etrusco Unico

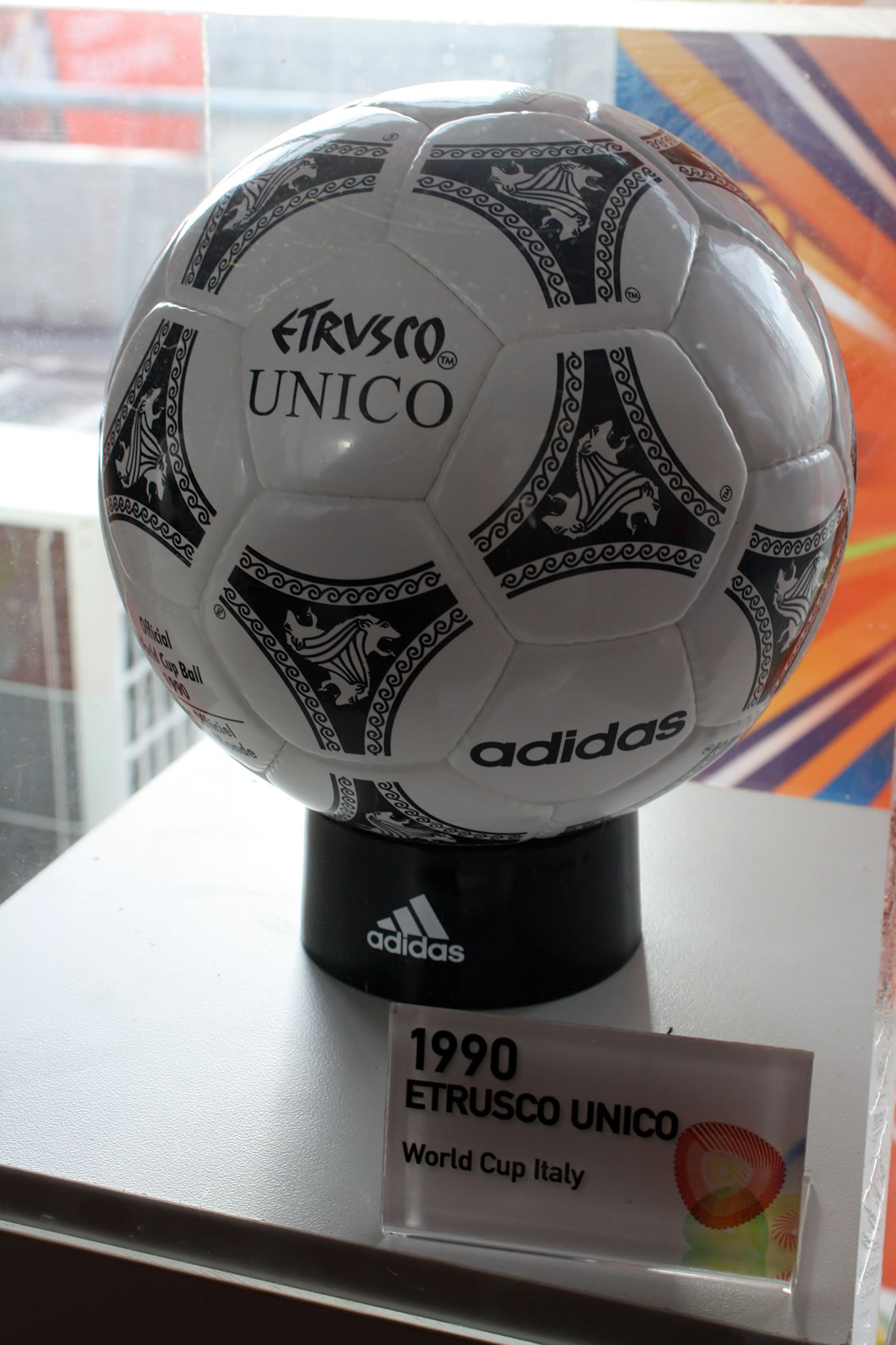
Adidas Etrusco Unico

Adidas Etrusco Unico – oficjalna piłka Mistrzostw Świata w Piłce Nożnej 1990 i Mistrzostw Europy 1992 wyprodukowana przez firmę Adidas.
Piłka wykonana została wyłącznie z wysokiej jakości tworzyw sztucznych. Najniższą warstwą stanowiły tkaniny syntetyczne impregnowane lateksem, nadające piłce odporności na odkształcenia, warstwy zewnętrzne wykonano z poliuretanów dających wodoodporność i niską ścieralność. Zdobienie piłki nawiązywało do stylistyki Etrusków.